# Peter Adelaar
Peter Adelaar (Amsterdam, 26 februari 1947 — aldaar, 14 oktober 2004) was een Nederlands judoka en met zijn 2 meter 13 (135 kilogram) de langste Nederlandse judoka ooit. Hij nam eenmaal deel aan de Olympische Spelen, maar won bij die gelegenheid geen medaille.
Adelaar werd in Amsterdam getraind door Wim Ruska, met wie hij ook buiten de tatami regelmatig optrok. Samen gingen ze vaak zeilen op Ruska's catamaran waar zij hun ervaringen deelden. Een gelijksoortige relatie had Adelaar met de toenmalige bondscoach Peter Snijders. Deze kon goed overweg met Adelaars verlegen persoonlijkheid en schoolde hem tactisch en technisch in het judo.
Adelaar won in 1978 de Europese titel in de klasse super-zwaargewicht. In de finale rekende hij af met de Hongaar Imre Varga, nadat hij eerder al Jean-luc Rougé had uitgeschakeld. In 1973, 1975, 1977, 1979 en 1980 behaalde hij een bronzen medaille bij de Europese kampioenschappen. Daarnaast werd hij zesmaal Nederlands kampioen en viermaal Open Nederlands kampioen.
Adelaar nam deel aan één Olympische Spelen: Moskou 1980. In het zwaargewicht (+ 95 kilo) strandde hij daar in de tweede ronde. In de zogeheten Open Klasse werd hij in de Russische hoofdstad uitgeschakeld in de eerste ronde. 

## Trivia
- In 1979 speelde Adelaar een gastrol in het Nederlandse kinderprogramma De film van Ome Willem. Hij speelde de vader van Ome Willem.